# Kárpáthy Jenő
Kárpáthy Jenő, született Karpeles Mózes (Debrecen, 1870. január 4. – Budapest, 1950. május 25.) festőművész.

## Élete
Kárpáthy (Karpales) József Farkas és Krausz Róza gyermekeként született. Budapesten tanult Székely Bertalannál a Mintarajziskolában, később Párizsban és Brüsszelben képezte magát tovább.  Ezután öt évet töltött Belgiumban, ahol több kiállítása is volt, innen az első világháború kitörésekor hazatért. 
1919-ben és 1921-ben gyűjteményes kiállítással szerepelt a Nemzeti Szalonban, 1924-ben a pedig Műcsarnokban, majd 1940-ben Szüle Péterrel együtt Debrecenben. Művei realisztikus látásmódú plein air képek. Halálát szívbénulás, szívizomelfajulás okozta. 
Kétszer nősült. 1922. szeptember 24-én Budapesten házasságot kötött Madarász Adeline Herminnel. 1928-ban elváltak. Második felesége Schréder Etelka volt, akit 1931. december 30-án vett feleségül.

## Fontosabb művei

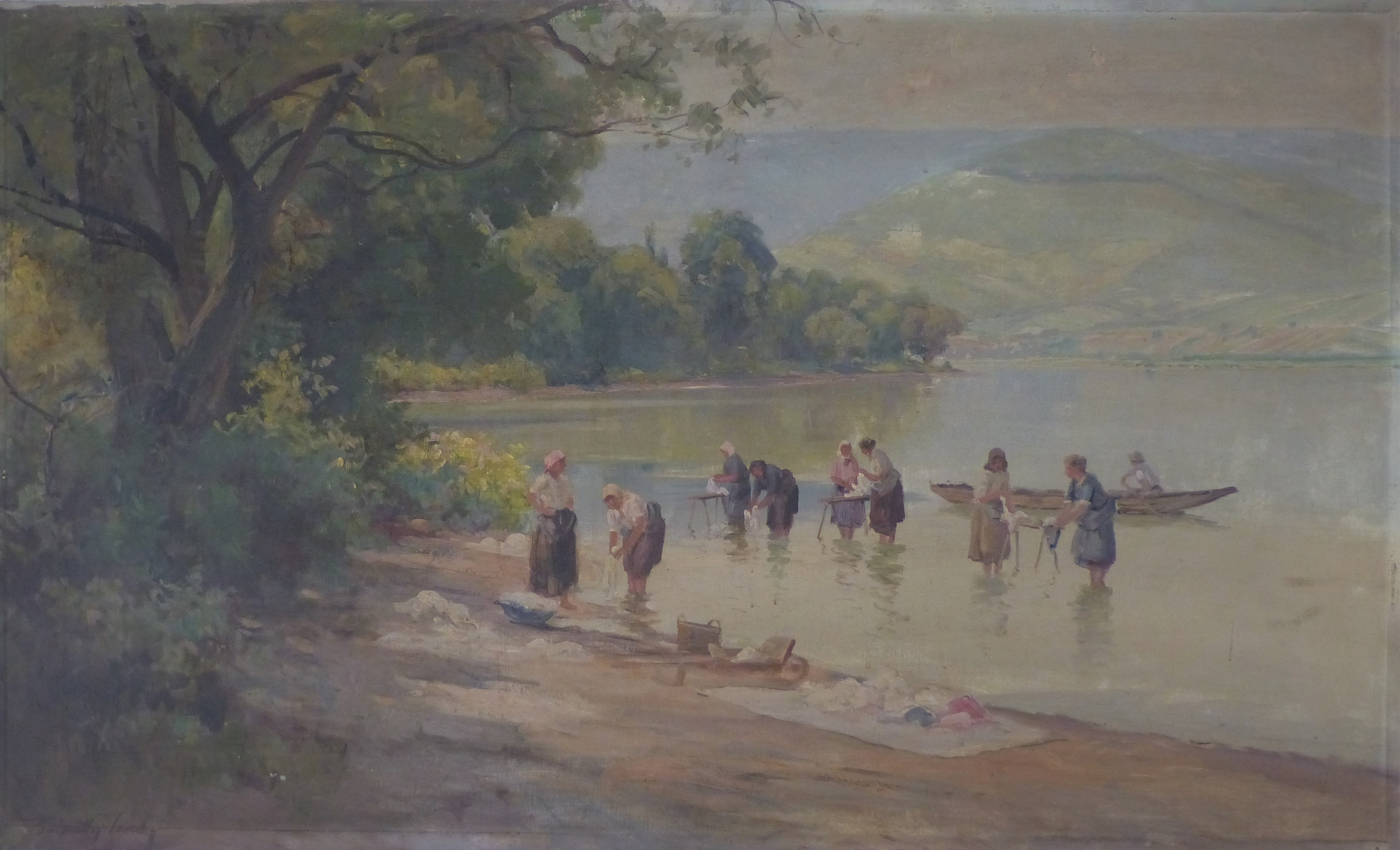
A Tisza Tokajnál

- A Tisza Tokajnál
- Tiszapart
- Esős idő
- Dunaföldváron
- Tavasz
- Dalmácia
- Fasor
- Ercsi Duna-part
- Csónakok
- Májusi virágzás
- Mediterrán táj
- Dunaparti csónak
- Sziklás tengerpart
- Jézus a Getszemáni kertben
- Velencei kikötő
- Dunaparton
- Uszály
- Naplemente kompnál
- Átkelő a folyón
- Őszi erdőrészlet patakkal
- Áradás
- Dühöngő tenger [10]
- Nyári virágok a folyóparton
- Hullámzó tenger naplementében [11]